# Glypta decepta
Glypta decepta är en stekelart som beskrevs av Dasch 1988. Glypta decepta ingår i släktet Glypta och familjen brokparasitsteklar. Inga underarter finns listade i Catalogue of Life.